# Maria Verger
Maria Verger Ventayol (Alcudia, 1892 - Madrid, 1983) fue una archivera, bibliotecaria y poeta española en catalán y español.

## Biografía
Se formó como bibliotecaria y archivera en la Escuela de Bibliotecarios de Barcelona. De 1921 a 1934 se carteó con Maria Antònia Salvà, que accedió a orientarla en sus inicios poéticos y prologó su primer libro. En su poesía en catalán sigue una estética afín a la Escuela Mallorquina. En 1923 fue nombrada conservadora del Museo Joan Soler y Palet de Tarrasa, y hasta 1943 residió en esta ciudad, donde se hizo cargo también de la biblioteca y el archivo municipal, creó la biblioteca de la Escuela de Economía Doméstica y la de la prisión del partido judicial; asimismo llevó a término una intensa labor de difusión y recuperación del patrimonio documental de Tarrasa a través de las páginas del periódico mallorquín El Día. Durante este período redactó un Inventari de l'Arxiu Municipal de Tarrasa por el que fue premiada en el concurso de archiveros del Instituto de Estudios Catalanes en 1935 (en 1942 se publicó un extracto con el título Reseña histórica de los archivos y bibliotecas del ayuntamiento de Tarrasa), y mantuvo correspondencia con Francesc de B. Moll, colaborando en la obra del Diccionari català-valencià-balear. Residió algunos años en Sudamérica y a su regreso a España se estableció en Madrid, donde desarrolló su producción poética en español.

## Obras
Poesía en catalán
- Clarors matinals, prólogo de Maria Antònia Salvà (Imp. Casa de Caritat, Barcelona, 1924).
- Tendal d'estrelles, prólogo de Josep Maria de Sagarra (Ed. Políglota, Barcelona, 1930).
- L'estela d'or (Imp. Mossèn Alcover, Mallorca, 1934).

Poesía en español
- Rutas maravillosas (1966).
- Por la senda de las rosas (1976).

Narrativa en catalán
- L'esflorament d'una il·lusió (Sóller, 1930).